# Mariah Holguin
Mariah Holguin (16 de junio de 2000) es una deportista estadounidense que compite en judo. Ganó tres medallas en el Campeonato Panamericano de Judo entre los años 2022 y 2025.

## Palmarés internacional
| Campeonato Panamericano | Campeonato Panamericano | Campeonato Panamericano | Campeonato Panamericano |
| Año                     | Lugar                   | Medalla                 | Categoría               |
| ----------------------- | ----------------------- | ----------------------- | ----------------------- |
| 2022                    | Lima (Perú)             | Medalla de bronce       | –57 kg                  |
| 2024                    | Río de Janeiro (Brasil) | Medalla de bronce       | –57 kg                  |
| 2025                    | Santiago (Chile)        | Medalla de plata        | –57 kg                  |